# (8972) Sylvatica
(8972) Sylvatica ist ein im inneren Hauptgürtel gelegener Asteroid, der am 29. September 1973 von dem niederländischen Astronomenehepaar Cornelis Johannes van Houten und Ingrid van Houten-Groeneveld entdeckt wurde. Die Entdeckung geschah im Rahmen der 2. Trojaner-Durchmusterung, bei der von Tom Gehrels mit dem 120-cm-Oschin-Schmidt-Teleskop des Palomar-Observatoriums aufgenommene Feldplatten an der Universität Leiden durchmustert wurden, 13 Jahre nach Beginn des Palomar-Leiden-Surveys.
Der mittlere Durchmesser des Asteroiden wurde mit 2,848 (±0,467) km berechnet, die Albedo mit 0,199 (±0,065).
Mittlere Sonnenentfernung (große Halbachse), Exzentrizität und Neigung der Bahnebene von (8972) Sylvatica ähneln grob den Bahndaten der Mitglieder der Flora-Familie, einer großen Gruppe von Asteroiden, die nach (8) Flora benannt ist. Asteroiden der Flora-Familie bewegen sich in einer Bahnresonanz von 4:9 mit dem Planeten Mars um die Sonne. Die Gruppe wird auch Ariadne-Familie genannt nach dem Asteroiden (43) Ariadne.
(8972) Sylvatica ist nach dem Laufhühnchen benannt, dessen wissenschaftlicher Name Turnix sylvatica lautet. Die Benennung erfolgte am 2. Februar 1999. Zum Zeitpunkt der Benennung befand sich das Laufhühnchen auf der Europäischen Roten Liste gefährdeter Vögel. Im Jahr 1994 wurden in Europa nur fünf Brutpaare gezählt.